# 萊斯利鎮區 (密西根州)
萊斯利鎮區（英語：Leslie Township）是一個位於美國密西根州英厄姆縣的城市。

## 人口
根據2020年美國人口普查的數據，萊斯利鎮區的面積為90.78平方千米，當中陸地面積為90.39平方千米，而水域面積為0.39平方千米。當地共有人口2305人，而人口密度為每平方千米25人。